# Dama di Galera
La Dama di Galera è una statua femminile in alabastro, realizzato nel VII secolo a.C. e che rappresenta probabilmente la dea Astarte . È conservata presso il Museo archeologico nazionale di Spagna di Madrid.

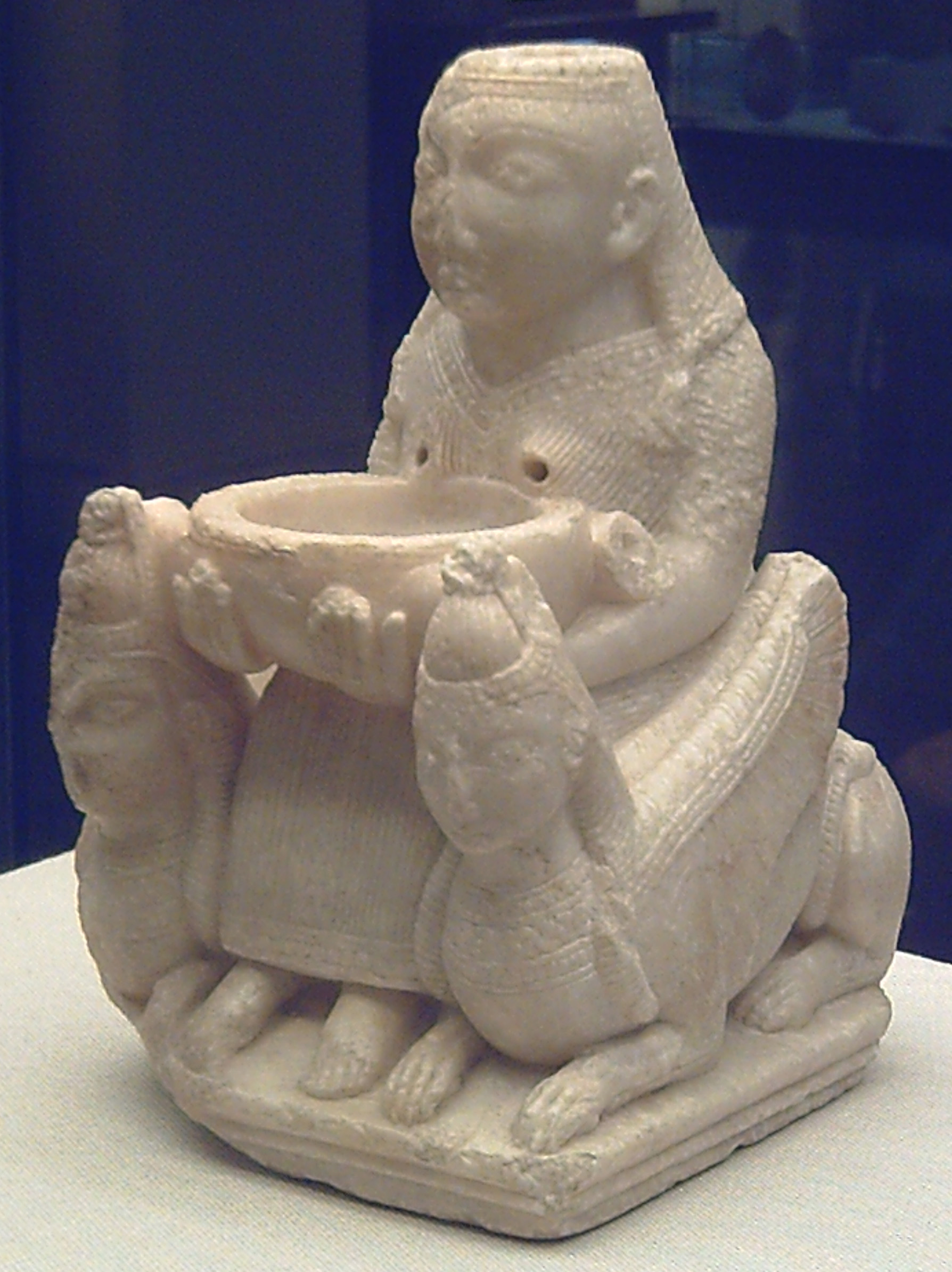
La Dama di Galera

La statuetta è stata trovata nel 1916 a Galera, una cittadina spagnola una volta chiamata Tutugi, che ora si trova nella provincia di Granada. Nelle vicinanze, a Cerro del Real, vi è la Necropoli di Tutugi iberica, un importante sito archeologico con vari tipi di tombe. Il tipo più comune di tomba è costituito da una camera rettangolare coperta da un tumulo circolare, raggiungibile attraverso un lungo corridoio. In queste tombe sono stati rinvenuti vasi greci ed iberici, ornamenti, armi, mobili e figure di terracotta e alabastro, databili tra il VII ed il III secolo a.C.
La Dama è di probabile origine fenicia. È seduta tra due sfingi e tiene con le mani una ciotola; il liquido viene versato da due fori dei suoi seni. I suoi capelli e il costume mostrano influenze egizie, ma la forma ricorda anche statue della Mesopotamia. Si ritiene che possa essere stata usata come un oggetto sacro da diverse generazioni, prima di essere sepolta come dono funerario.